# Идрица
Идрица (рус. Идрица) насељено је место са административним статусом варошице (рус. посёлок городского типа) на крајњем западу европског дела Руске Федерације. Налази се у југозападном делу Псковске области и административно припада Себешком рејону.
Према проценама националне статистичке службе за 2016. у вароши је живело 4.696 становника.
Статус насеља урбаног типа, односно варошице носи од 1938. године.

## Географија
Варошица Идрица налази се у југоисточном делу Псковске области, односно на североистоку њеног Себешког рејона, на око 588 km западно од Москве, односно на око 118 km западно од Великих Лука. Кроз варошицу протиче истоимена река Идрица, лева притока Великаје, док је западно од насеља малено језеро Идрија.
Кроз варошицу пролази деоница железничке приге Псков—Полоцк (Белорусија), а локална железничка станица налази се на 184. километру поменуте железнице. Северно од насеља пролази доница ауто-пута „М9 Балтија” на линији Москва—Рига.

## Историја
Претеча садашњег насеља било је село Видрица (рус. Выдрица) које се помиње у историјским списима из периода XVI века. Савремено насеље настало је крајем 19. века, а његов настанак у директној је вези са градњом Московско-виндавске железнице. Железничка станица Идрица званично је отворена 1899. године.
Од 1938. насеље Идрица има званичан статус полуурбаног насеља у рангу варошице.

## Демографија
Према подацима са пописа становништва 2010. у вароши је живело 4.988 становника, док је према проценама националне статистичке службе за 2016. варошица имала 4.696 становника.
| 1939. | 1959. | 1970. | 1979. | 1989. | 2002. | 2010. | 2016. |
| ----- | ----- | ----- | ----- | ----- | ----- | ----- | ----- |
| 1.939 | 4.361 | 5.608 | 5.774 | 5.541 | 5.784 | 4.988 | 4.696 |